# Phytodietus melanocerus
Phytodietus melanocerus är en stekelart som beskrevs av Dmitriy R. Kasparyan och Ruiz-cancino 2004. Phytodietus melanocerus ingår i släktet Phytodietus och familjen brokparasitsteklar. Inga underarter finns listade i Catalogue of Life.